# Unlocked (Album)
Unlocked ist das zweite Studioalbum der rumänischen Sängerin Alexandra Stan. Es erschien am 27. August 2014 in Japan. Es erreichte dort Platz 21 der Albumcharts. Eine weltweite Veröffentlichung des Albums erfolgte dann im November 2014.

## Hintergrund
2012 begann Stan, an ihrem Album Cliché (Hush Hush) zu arbeiten. Nach dem Skandal mit ihrem Manager Marcel Prodan wollte sie sich eine musikalische Auszeit gönnen. 2013 begann sie dann, an Unlocked zu arbeiten, jedoch mit einem anderen Manager.

## Singles
Thanks for Leaving war die erste Single des Albums und erschien im April 2014.
Cherry Pop ist die zweite Single des Albums. Innerhalb von zwei Stunden landete die Single auf Platz eins der iTunes-Charts in Japan.
Dance erschien als dritte Single und landete in Österreich auf Platz 70.
Give Me Your Everything erschien als vorerst letzte Single des Albums.
Vanilla Chocolat (feat. Connect-R) erschien als fünfte Single, nachdem das Album weltweit veröffentlicht wurde und der Titel neu erschien, zusammen mit Trumpets Blows und Unlocked.
Zudem erschienen zu allen vier Singles (bis auf Vanilla Chocolat) auch Musikvideos.

## Titelliste
| Nr.          | Titel                            | Autor(en)                                                                                         | Länge |
| ------------ | -------------------------------- | ------------------------------------------------------------------------------------------------- | ----- |
| 1.           | Little Lies                      | Kyle Coleman, Chrishan, Alexandra Stan, Radu Ionut Adrian, Mika Moupondo, Jade Burgess            | 3:43  |
| 2.           | Cherry Pop                       | Erik Lidbom, Stan, Lukas Hallgren                                                                 | 3:13  |
| 3.           | Dance                            | Alexandru Cotoi, Stan, Moupondo, LeeAnna James, Cosmin Basasteanu                                 | 3:42  |
| 4.           | Back to Light                    | Naz Tokio, James, Stan                                                                            | 3:35  |
| 5.           | Give Me Your Everything          | Stan, James                                                                                       | 3:26  |
| 6.           | Kiss Me Goodbye                  | Moupondo, Stan, Cotoi                                                                             | 3:19  |
| 7.           | Vanilla Chocolat (ft. Connect-R) | Alex Cotoi, Mika Moupondo, Alexandra Stan, Mihalache Aurelian Stefan (Connect-R), Sava Constantin | 3:17  |
| 8.           | Trumpets Blows                   | Gabriel Huiban, Karen Amanda Reifer, Kerrie Thomas-Armstrong, Thomas Ray-Armstrong                | 2:52  |
| 9.           | Set Me Free (ft. Grano)          | Moupondo, Cotoi                                                                                   | 3:55  |
| 10.          | Celebrate                        | Stan, Radu Ionut Adrian, James, Tokio                                                             | 3:28  |
| 11.          | Happy                            | Stan, James                                                                                       | 3:31  |
| 12.          | Thanks for Leaving               | Sebastian J., James, Tokio                                                                        | 3:37  |
| 13.          | Holding Aces                     | Angelika Vee, Chrishan, Coleman, Stan                                                             | 3:25  |
| 14.          | Unlocked                         | Alex Cotoi, Victor Bourosu (Viky Red), Mika Moupondo, Alexandra Stan                              | 8:14  |
| 15.          | Dance (Grano Remix)              | Cotoi, Stan, Moupondo, James, Basasteanu                                                          | 4:19  |
| Gesamtlänge: | Gesamtlänge:                     | Gesamtlänge:                                                                                      | 57:30 |

| Nr.          | Titel                                  | Autor(en)                                                                              | Länge |
| ------------ | -------------------------------------- | -------------------------------------------------------------------------------------- | ----- |
| 1.           | Little Lies                            | Kyle Coleman, Chrishan, Alexandra Stan, Radu Ionut Adrian, Mika Moupondo, Jade Burgess | 3:43  |
| 2.           | Cherry Pop                             | Erik Lidbom, Stan, Lukas Hallgren                                                      | 3:13  |
| 3.           | Dance                                  | Alexandru Cotoi, Stan, Moupondo, LeeAnna James, Cosmin Basasteanu                      | 3:42  |
| 4.           | Back to Light                          | Naz Tokio, James, Stan                                                                 | 3:35  |
| 5.           | Give Me Your Everything                | Stan, James                                                                            | 3:26  |
| 6.           | Kiss Me Goodbye                        | Moupondo, Stan, Cotoi                                                                  | 3:19  |
| 7.           | Digital                                | Lidbom, Claire Rodrigues Lee                                                           | 3:51  |
| 8.           | Zoom Zoom                              | Lidbom, Anne Judith Wik, Nermin Harambasic, Ronny Svendsen                             | 3:27  |
| 9.           | Set Me Free (ft. Grano)                | Moupondo, Cotoi                                                                        | 3:55  |
| 10.          | Celebrate                              | Stan, Radu Ionut Adrian, James, Tokio                                                  | 3:28  |
| 11.          | Happy                                  | Stan, James                                                                            | 3:31  |
| 12.          | Thanks for Leaving                     | Sebastian J., James, Tokio                                                             | 3:37  |
| 13.          | Holding Aces                           | Angelika Vee, Chrishan, Coleman, Stan                                                  | 3:25  |
| 14.          | Dance (Grano Remix)                    | Cotoi, Stan, Moupondo, James, Basasteanu                                               | 4:19  |
| 15.          | Cherry Pop (Sonic-E & Woolhouse Remix) | Lidbom, Stan, Hallgren                                                                 | 3:32  |
| Gesamtlänge: | Gesamtlänge:                           | Gesamtlänge:                                                                           | 53:30 |